# Рааб, Курт
Курт Ра́аб (нем. Kurt Raab; 20 июля 1941, Берграйхенштайн, Судеты — 28 июня 1988, Гамбург) — немецкий актёр театра и кино, сценарист и режиссёр.

## Биография
С 1945 года Курт Рааб рос в Вайсенбрунне близ Кронаха и нижнебаварском Штайнбайсене. Его отец работал конюхом. В германской гимназии в Штраубинге Курт Рааб познакомился с Вильгельмом Рабенбауэром (впоследствии композитором Пеером Рабеном). Получив аттестат зрелости в 1963 году, вместе с Рабенбауэром отправился в Мюнхен, где изучал германистику и историю. Рааб также работал ассистентом на телевидении, в частности, реквизитором на ZDF. В 1966 году работал кассиром в театре и играл в постановке «Антигоны» у Пеера Рабена, в ходе этой работы познакомился с Райнером Вернером Фасбиндером. Впоследствии стал его близким другом, одним из любимых актёров и соратником.
В 1968 году выступил одним из соучредителей «Антитеатра», где сыграл в нескольких постановках Фасбиндера, а также работал сценаристом и режиссёром. Первую главную роль в кино исполнил в фильме Михаэля Фенглера и Фасбиндера «Почему рехнулся господин Р.?». Помимо работы на театральной сцене до 1977 года снялся во многих кинофильмах Фасбиндера, а также в его телевизионных постановках «Мир на проводе» и «Восемь часов ещё не день». Рааб также написал первую редакцию сценария фильма «Путешествие матушки Кюстер на небеса». В 1971 году удостоился премии Filmband in Gold за декорации к фильму «Уайти».
В фильме Улли Ломмеля «Нежность волков» выступил не только сценаристом, но и сыграл роль серийного убийцы Фрица Хаарманна. Снимался также в фильмах Райнхарда Хауффа, Герберта Ахтернбуша и Михаэля Фенглера. Поежде всего известен своими главными ролями в фильме «Больвизер» по произведению Оскара Марии Графа и в чёрной комедии «Сатанинское зелье».
Впоследствии Курт Рааб служил в театрах Бохума, Мюнхена и Гамбурга и продолжил свою кино- и телевизионную карьеру, снявшись в двух телевизионных экранизациях произведений Томаса Манна. В 1981 году снял свой единственный фильм «Остров кровавой плантации» с Барбарой Валентин и Удо Киром в главных ролях. Фильм пользовался большим успехом на восточноазиатском рынке. После смерти Фасбиндера Рааб вместе с кинокритиком Карстеном Петерсом написал книгу «Тоска Райнера Вернера Фасбиндера». Под псевдонимом «Эмма Картофель» — прозвищем, придуманным ему Фасбиндером, некоторое время писал колонку для киножурнала Cinema. В 1980-х года заболел СПИДом и в 1988 году поделился своим опытом в документальных фильмах «В середине жизни» и «Тоска по Содому». Принял участие в работе над более чем 70 кино- и телевизионными лентами в качестве актёра, сценариста, режиссёра, драматурга и реквизитора. С Фасбиндером работал над 31 кино- и телепроектом.
Умер от последствий иммунодефицита и был похоронен на Ольсдорфском кладбище в Гамбурге.

## Личная жизнь
Курт Рааб был гомосексуалом.
До смерти Рааб работал над повышением осведомленности о ВИЧ/СПИДе в Германии. В 1987 году он рассказал о своей болезни в книге Герберта Ахтернбуша «Куда?» (нем. Wohin?). В 1988 году он снял документальный фильм о СПИДе «В середине жизни» (нем. Mitten im Leben). Однако болезнь оставалась плохо изученной, и Рааб был помещён в карантинные условия в Институт тропической медицины. Из-за предубеждений о СПИДе близким Рааба отказали в захоронении тела в Штайнбайсене (Нижняя Бавария), местечке, где проживала его семья с 1945 года.

Рааб дружил с Фредди Меркьюри. Он снялся в роли балерины в клипе группы на песню «It’s a Hard Life», а также в клипе на «Living on My Own», в образе Марии Стюарт.